# صلة (شركة)
صلة هي شركة سعودية للفعاليات الرياضية والضيافة والعقارات.

## التأسيس
تأسست الشركة عام 1997 وهي مملوكة لصندوق الاستثمارات العامة السعودي. طورت الشركة مرافق ترفيهية حائزة على جوائز في جميع أنحاء المملكة العربية السعودية. في عام 2010 ، استحوذت الشركة على حصة مسيطرة في نيويورك كوزموس، لكنها تخلصت لاحقًا من حصتها.
في عام 2023، تم الإعلان عن أن صلة ستصبح الراعي الأساسي لقميص فريق كرة القدم الإنجليزي، نيوكاسل يونايتد، الذي استحوذ عليه صندوق الاستثمارات العامة السعودي.

## الوجهات
تمتلك صلة أو تدير عددًا من المواقع بما في ذلك:
- فيا الرياض.
- بوليفارد رياض سيتي.
- بوليفارد وورلد.
- مركز الرياض للمعارض والمؤتمرات.
- جدة سوبر دوم.
- نادي جدة لليخوت والمارينا.
- كورنيش جدة.
- جدة آرت بروميناد.